# Varna-Turmschnecke
Die Varna-Turmschnecke (Leucomastus varnensis) ist eine auf dem Land lebende Schneckenart aus der Familie der Vielfraßschnecken (Enidae); die Familie wird zur Unterordnung der Landlungenschnecken (Stylommatophora) gerechnet.

## Merkmale
Das länglich-zylindrische Gehäuse wird 19 bis 26 mm hoch und 6 bis 7 mm breit. Es hat acht bis neun (bis zehn) Windungen, die an der Peripherie mäßig stark konvex gewölbt sind. Die letzte Windung steigt zur Mündung hin nur sehr wenig an. Die Mündung ist schief U-förmig und am oberen Ende gewinkelt. Der Mündungsrand ist leicht nach außen gebogen. Er ist wenig verdickt und läuft scharf aus. Die Mündung weist keine Zähne oder Lamellen, aber einen parietalen Kallus auf. Die Gehäuse sind weißlich mit schwachen braunen Streifen. Die Oberfläche der Embryonalwindungen ist glatt, die Oberfläche der postembryonalen Windungen ist mit schwachen radialen Fältchen ornamentiert und glänzend. Der Nabel ist durch den umgeschlagenen Mündungsrand nahezu geschlossen.
Im männlichen Trakt des Geschlechtsapparates ist am Eintritt des sehr langen Samenleiters in den sehr langen Epiphallus ein kurzes konisches Flagellum ausgebildet. Der Anfangsteil des Epiphallus ist schraubenförmig gewunden. Etwa mittig bezogen auf die Epiphalluslänge ist ein kurzer konischer Blindsack (Epiphalluscaecum) entwickelt. Der Epiphallus ist etwa drei- bis viermal so lang wie der Penis, hat jedoch einen geringeren Durchmesser. Der Penisappendix mündet separat in das Atrium. Es ist sehr lang, länger als die kombinierte Epiphallus/Penis-Länge. Ein Peniscaecum ist nicht entwickelt. Der Penisappendix besitzt einen sehr dicken unteren Teil, einen kurzen kugeligen Teil, ein sehr langes und dünnes, mehrmals angeschwollenes Mittelstück und ein langes, länglich-keulenförmiges Endteil. Der Retraktormuskel teilt sich in zwei Stränge auf, von denen einer am Epiphallus, nahe dem Epiphallusflagellum ansetzt, der andere am Penis, zwischen Mitte und Übergang vom Penis zum Epiphallus. Der freie Eileiter ist länger als die Vagina. Die Spermathek ist vergleichsweise sehr kurz, die Blase kommt am unteren Ende der Prostata zu liegen. Vom Stiel der Spermathek zweigt ein langes, dünnes Divertikel ab.

### Ähnliche Gattungen
Die Märzenschnecke (Zebrina detrita) ist wesentlich breiter im Verhältnis zur Höhe mit deutlichen braunen Streifen. Sie unterscheidet sich aber im Wesentlichen in der Anatomie des Genitalapparates. Der in zwei Stränge aufgeteilte Retraktormuskel setzt einerseits wie bei Leucomastus varnensis am Penis, zwischen Mitte und Übergang Epiphallus/Penis an, zum anderen nahe dem Ende des unteren dicken Teils des Penisappendix und nicht wie bei Leucomastus am Epiphallus, nahe dem Epiphallusflagellum. Bei Zebrina sind Epiphallusflagellum und Caecum gegenständig am Übergang Samenleiter/Epiphallus.

## Geographische Verbreitung und Lebensraum
Das Verbreitungsgebiet der Varna-Turmschnecke (Leucomastus varnensis) ist die Küstenregion des Schwarzen Meeres in Rumänien und Bulgarien. An manchen Standorten kommt sie dort in großer Anzahl vor. Die Varna-Turmschnecke (Leucomastus varnensis) ist nach Thüringen eingeschleppt worden und hat sich dort etabliert.
Im natürlichen Verbreitungsgebiet der Art leben die Tiere in offenem Gelände mit einzelnen kleineren Büschen sowie Gräsern und Kräutern, oft sogar auf sandigen Böden. Sie kommen dort im Hügelland nahe der Küste oder auch in der Nähe von Seen weiter von der Küste entfernt vor. In Thüringen lebt die Art auf Kalktrockenrasen.

## Taxonomie
Das Taxon wurde 1847 von Ludwig Georg Karl Pfeiffer als Bulimus varnensis aufgestellt. Die Art wurde später meist zu Zebrina gestellt. Erst  Gümüş & Neubert (2012) trennten einige Arten von Zebrina ab und stellten sie zur Gattung Leucomastus, die sie aus der Synonymie von Zebrina wieder als eigenständige Gattung etablierten.

## Gefährdung
Da die Art in Deutschland eingeschleppt wurde, ist sie in den Roten Listen nicht bewertet.

## Belege

### Online
- AnimalBase: Leucomastus varnensis (Pfeiffer, 1847)